# Concierto para violín (Ponce)
El Concierto para violín y orquesta es una obra concertante del compositor mexicano Manuel M. Ponce. La obra fue compuesta en 1943 y está dedicada a Henryk Szeryng, quien la estrenó ese mismo año junto a la Orquesta Sinfónica Nacional.

## Antecedentes históricos
Después de la Revolución mexicana, los compositores mexicanos realizaron una revaluación de la música nacionalista, a partir del legado de la música folclórica. Ponce realizó una búsqueda de música que representara cada rincón nacional, transcribiéndolo en partituras para su diseminación. En este sentido, Ponce se convirtió en el 'padre de la música vernácula' en México, e incorporó estas melodías a algunas de sus obras.
Sin embargo, más adelante, Ponce también estuvo interesado en movimientos artísticos modernistas y en los estilos desarrollados en Europa después de la Primera Guerra Mundial. En piezas como la Sonata para violonchelo y piano (1922) comenzó a utilizar estos lenguajes musicales, los cuales desarrolló de una manera más amplia durante su estancia en París entre 1925 y 1932.
La obra fue estrenada por Henryk Szeryng como solista, y la Orquesta Sinfónica Nacional, dirigida por Carlos Chávez.

## Estructura y análisis
El concierto tiene un estilo que se asimila al romanticismo musical, similar al lenguaje que logran en sus conciertos Samuel Barber y William Walton. También guarda reminiscencias con el segundo movimiento del Concierto para violín de Alban Berg. La obra, posee un eclecticismo musical, que proviene de los antecedentes nacionalistas de Ponce y su aprendizaje musical cosmopolita.
El concierto se divide en tres movimientos:
1. Allegro ma non troppo
2. Andante espressivo
3. Vivo giocoso

Estructuralmente, el concierto es tradicional, pues el primer movimiento está escrito como un allegro de sonata y el último como rondó. La pieza es tonal, aunque el centro tonal no es tan claro por las alteraciones cromáticas en la armonía. En este sentido, posee una tonalidad ambigua que continuamente cambia.
El primer movimiento (Allego ma non troppo) está escrito en forma sonata y es sumamente lírico. Al final del mismo hay una cadenza para ser ejecutada por el violín solista de gran complejidad técnica.
El segundo movimiento (Andante espressivo). El tema principal de este movimiento es un tema escrito previamente por Ponce, en su canción Estrellita. A pesar de la simpleza de la melodía, Ponce logra realizar un tratamiento musical imaginativo.
El tercer movimiento (Vivo giocoso). Tiene un sentido de fiesta popular y dancístico. Es una obra de un tratamiento folclórico, similar al de algunas obras de Béla Bartók, en el que se acerca a un tratamiento musical con un espíritu nacionalista.

## Grabaciones
- Henryk Szeryng – Sibelius Ponce Concerto Op. 47. Odeon, 1958[4]
- Música mexicana, volumen 2. Henryk Szeryng (violín), Royal Philharmonic Orchestra, Enrique Bátiz. ASV Digital, 1993[5]
- Ponce and Korngold Violin Concertos. Miranda Cuckson, Czech National Symphony Orchestra, Paul Freeman. Centaur Records, 2001[6]